# James Argue
Pour les articles homonymes, voir Argue.
James Henthorne Argue (2 juin 1848-4 mars 1927), est un homme politique canadien du Manitoba. Il représente la circonscription provinciale manitobaine d'Avondale à titre de député conservateur de 1899 à 1914.
Après sa carrière parlementaire, Argue s'installe ensuite à Vancouver où il meurt en mars 1927. Sa dépouille repose au cimetière Ocean View Burial Park de Burnaby.
Il est le père de James O. Argue, député progressiste-conservateur de Deloraine et de Deloraine—Glenwood (en) de 1945 à 1955.